# 各務原市那加西福祉センター
各務原市那加西福祉センター（かかみがはらしなかにしふくしセンター）は、岐阜県各務原市にある各務原市が運営する公共施設。

## 概要
市民の福祉増進、文化生活の普及及びコミュニティ活動の促進を図ることを目的とする施設であり、各務原市内にある福祉センターの一つである。一般財団法人各務原市施設振興公社が指定管理者である。
1980年（昭和55年）2月13日開館。
各務原市立那加第一小学校に隣接する。

## 施設
- 集会室
- 学習室
- 保育室
- 休養室（和室）

## 利用案内
- 住所：岐阜県各務原市那加手力町60
- 利用時間：9:00 - 21:00
- 休館日：年末年始（12月29日 - 1月3日）

## 周辺施設
- 各務原市立那加第一小学校
- 那加保育所
- 手力雄神社
- 八幡神社